# Tunelul (film)
Tunelul este un film românesc din 1966 scris și regizat de Francisc Munteanu. Rolurile principale au fost interpretate de actorii Margareta Pîslaru, Ștefan Bănică, Ion Dichiseanu .

## Distribuție
- Aleksei Loktev este locotenent Aleksei Denisov
- Ion Dichiseanu este sublocotenentul Mihai Petrescu
- Lev Prygunov este Grigori Nikiforovici, „Grișa”
- Margareta Pâslaru este Iulia, cântăreața din local
- Florin Piersic este sergentul Duțu
- Valentina Malyavina este sergentul Natasha, operatoare radio
- Emmerich Schäffer este Otto van Keller
- Viktor Filippov este Serioja
- Ștefan Bănică este chelnerul de la local
- Leonid Zverintsev este Molchanov, „Mutu”
- Ghennadi Yukhtin este căpitanul Dronov
- Ion Anghel este ofițer german de la tunel
- Vasile Breșcanu este sergentul român din compania lui Petrescu
- Artur Nishchyonkin este Tolea
- Ovidiu Iuliu Moldovan este comisar de poliție
- Yevgeni Teterin este colonel rus
- Yuriy Kireev este ofițer rus rănit la mână
- Arkadi Tolbuzin este generalul Vereovkin
- Viktoriya Dukhina este asistenta medicală care a fost citită în palmă de Serioja
- Lyudmila Marchenko este femeia de serviciu din local
- Dan Spătaru este Friedrich, santinela germană de la tunel
- Boris Kozhukhov este colonel român din biroul lui Vereovkin
- Aleksandr Lebedev este ofițerul operator din clădirea comandamentului sovietic
- Igor Stretensky este ofițerul funcționar rus din biroul colonelului (nemenționat)
- Fărâmiță Lambru este lăutar acordeonist

## Producție
Filmările au avut loc în perioada ____. Cheltuielile de producție s-au ridicat la ___ lei.

## Primire
Filmul a fost vizionat de 3.133.733 de spectatori în cinematografele din România, după cum atestă o situație a numărului de spectatori înregistrat de filmele românești de la data premierei și până la data de 31 decembrie 2014 alcătuită de Centrul Național al Cinematografiei.
A fost lansat în Uniunea Sovietică în anul 1967 și a avut parte de mare succes comercial, fiind vizionat de 37,9 milioane de spectatori în cinematografele din această țară.